# Bandar Sungai
Bandar Sungai is een bestuurslaag in het regentschap Siak van de provincie Riau, Indonesië. Bandar Sungai telt 952 inwoners (volkstelling 2010).